# Norman Sartorius
Norman Sartorius (ur. 28 stycznia 1935 w Münster) – chorwacki lekarz psychiatra, były dyrektor Departamentu Zdrowia Psychicznego Światowej Organizacji Zdrowia (1977–1993), były przewodniczący World Psychiatric Association (1993–1999), profesor Uniwersytetu Genewskiego, Uniwersytetu w Zagrzebiu i Uniwersytetu w Pradze.
Studiował na Uniwersytecie w Zagrzebiu, uzupełniał studia w Instytucie Psychiatrii w Londynie i Uniwersytecie w Genewie. Jest autorem lub współautorem ponad 300 publikacji naukowych. Jest członkiem honorowym Royal College of Psychiatrists, Royal Australian and New Zealand College of Psychiatrists, honorowy tytuł distinguished fellow przyznało mu również Amerykańskie Towarzystwo Psychiatryczne.